# Platysace linearifolia
Platysace linearifolia är en flockblommig växtart som först beskrevs av Antonio José Cavanilles, och fick sitt nu gällande namn av C.Norman. Platysace linearifolia ingår i släktet Platysace och familjen flockblommiga växter. Inga underarter finns listade i Catalogue of Life.